# McLean Glacier
McLean Glacier är en glaciär i Antarktis. Den ligger i Östantarktis. Nya Zeeland gör anspråk på området. McLean Glacier ligger 332 meter över havet.
Terrängen runt McLean Glacier är varierad. Trakten är obefolkad. Det finns inga samhällen i närheten.